# Елесалаш
Елесалаш (мађ. Előszállás) град је у Мађарској. Елесалаш се налази у оквиру жупаније Фејер.

## Име
Елесалаш се први пут помиње у писаним изворима у запису из 1537. као Елевзалаш (и као Ellő Szállás 1740, Elő-Szállás 1785. и Ellö-szálas 1805.). Име је вероватно куманског порекла, пошто се овде налазило најзападније насеље Кумана. Такође село је било познато и као Неухоф на немачком.

## Историја
Елесалаш и околна подручја били су насељени и пре Римљана. Овде су пронађени келтски, аварски и римски артефакти. Почетком 16. века овде је имао поседе фехерварски управитељ. Касније је место постало власништво породице Шуљок (Балаж, Иштван и Ђерђ Шуљок). После овога место је постало власништво замка Варпалота.
Место је било у власништву цистерцитског реда од друге половине 17. века до година после Другог светског рата. Ово је био центар напредног имања реда, који је обухватао данашња села Алшосентиван, Барач, Дарусентмиклош, Хантош, Мезефалва, Нађкаракчони, Нађевењим и био је један од најпрофитабилнијих великих поседа у земљи између два светска рата. Самостално село је од 1928. године.

## Демографија
Према подацима из 2010. године, у Елесалашу има 952 стана, у просеку 23,81 по км². Према попису из 2011. године, 96,47% становништва од 2.167 људи су били етнички Мађари, а највећа мањина су Роми (1,99%). Већина становништва су били римокатолици (43,93%), неконфесионални (24,46%) или непознате вероисповести (24,58%), мањи број њих су били реформати (4.47%) или друге вероисповести (2,56%).

### Популација
Претходних година број становника насеља се мењало на следећи начин:
- 1594: 0
- 1773: 366
- 1783: 425
- 1838: 845
- 1870: 1.456
- 1880: 1.749
- 1900: 2.911
- 1930: 3.680
- 1941: 3.880
- 1944: 4.156
- 1945: 3.876
- 1949: 5.024
- 1960: 3.752  (због независности Нађкарачоња)
- 1970: 4.346 (због преноса из претходне године)
- 1980: 3.988
- 1990: 3.631 [6]
- 2001: 3.884 [7]
- 2002: 3.889 [7]
- 2003: 2.602 [7] (Због независности Дарусентмиклоша)
- 2010: 2.218
- 2011: 2.376
- 2013: 2.365
- 2014: 2.307
- 2015: 2.309
- 2018: 2.302  (Предпопис пре званичног пописе)